# Michael Rectenwald
Michael D. Rectenwald (ur. 1959) – amerykański doktor sztuk wyzwolonych, autor książek, współzałożyciel startupu American Scholars. 

## Życiorys
Michael D. Rectenwald urodził się w 1959 roku. Ukończył Hillsdale College. W 2004 roku zdobył tytuł doktora na uczelni Carnegie Mellon University. Został profesorem sztuk wyzwolonych i pracował na New York University.
W 2016 roku New York University potępił go, gdy się okazało, że prowadził profil na Twitterze, na którym krytykował koncepty safe spaces, trigger warnings i politycznej poprawności, co miało być sprzeczne z polityką uniwersytetu. Jego profil śledziło ponad 10 tysięcy osób.
W styczniu 2018 roku pozwał uniwersytet za zniesławienie po tym, jak wysłano maile oskarżające go o nieodpowiednie zachowania, w tym seksizm, zastraszanie, zażywanie narkotyków, nadużywanie swojej pozycji jako przewodniczącego komisji rekrutacyjnej, oraz fizyczne i seksualne nękanie.
Po ponad 10 latach pracy, odszedł z New York University w 2019 roku.
W 2021 roku współzałożył edukacyjny startup American Scholars, który miał na celu oferowanie edukacji dla uczniów w każdym wieku, koncentrując się na wsparciu edukacji domowej, przygotowaniu do college'u oraz edukacji dorosłych. Założyciele chcieli stworzyć alternatywę do popularnej edukacji, w której ich zdaniem zbyt często występują takie ideologie jak critical race theory, postmodernizm i socjalizm.
W 2024 roku brał udział w prawyborach Partii Libertariańskiej przed wyborami prezydenckimi w 2024 roku.

## Publikacje
- Michael Rectenwald: The eros of the baby boom eras and other poems. Apogee Books, 1991. ISBN 978-0-9628842-0-7
- Michael Rectenwald, Rochelle Almeida, George Levine: Global Secularisms in a Post-Secular Age (Religion and Its Others). De Gruyter, 2007. ISBN 978-1-5015-1564-4
- Michael Rectenwald: Academic Writing Across the Disciplines. Broadview Press, 2012. ISBN 9781554812462
- Michael D. Rectenwald: The Thief and other Stories. Createspace Independent Publishing Platform, 2013. ISBN 978-1-4811-8131-0
- Michael Rectenwald: Breach: Collected Poems. Createspace, 2013. ISBN 978-1-4825-0437-8
- Michael Rectenwald: Excursion to Jennings Creek. Createspace Independent Publishing Platform, 2013. ISBN 978-1-4823-7592-3
- Michael Rectenwald, Lisa Carl: Academic Writing, Real World Topics. Broadview Press, 2015. ISBN 9781554812462
- Michael Rectenwald: Nineteenth-Century British Secularism: Science, Religion and Literature. Palgrave Macmillan, 2018. ISBN 978-1-349-69061-9
- Michael Rectenwald: Springtime for Snowflakes: 'Social Justice' and Its Postmodern Parentage. World Encounter Institute/New English Review Press, 2018. ISBN 978-1-943003-18-1
- Michael Rectenwald: Google Archipelago: The Digital Gulag and the Simulation of Freedom. New English Review Press, 2019. ISBN 978-1-943003-26-6
- Michael Rectenwald: Beyond Woke. New English Review Press, 2020. ISBN 978-1-943003-37-2
- Michael Rectenwald: Thought Criminal. World Encounter Institute/New English Review Press, 2020. ISBN 978-1-943003-46-4
- Michael Rectenwald: The Great Reset and the Struggle for Liberty: Unraveling the Global Agenda. World Encounter Institute/New English Review Press, 2023. ISBN 978-1-943003-75-4